# Liste von Kraftwerken in der Elfenbeinküste
Die Kraftwerke in der Elfenbeinküste werden sowohl auf einer Karte als auch in Tabellen (mit Kennzahlen) dargestellt.

## Installierte Leistung und Jahreserzeugung
Im Jahre 2016 lag die Elfenbeinküste bzgl. der installierten Leistung mit 1,914 GW an Stelle 114 und bzgl. der jährlichen Erzeugung mit 9,73 Mrd. kWh an Stelle 104 in der Welt. Der Elektrifizierungsgrad lag 2019 bei 76 % (99 % in den Städten und 51 % in ländlichen Gebieten). Die Elfenbeinküste war 2016 ein Nettoexporteur von Elektrizität; sie exportierte 872 Mio. kWh und importierte 19 Mio. kWh.

## Karte
| Ayame 1 |

| Ayame 2 |

| Azito |

| Buyo |

| Gribo Popoli |

| Kossou |

| Soubré |

| Taabo |

| Vridi |

| Vridi 2 |

## Kalorische Kraftwerke
| Name des Kraftwerks | Inst. Leistung (MW) | Brennstoff | Status     |
| ------------------- | ------------------- | ---------- | ---------- |
| Azito               | 430                 | Erdgas     | in Betrieb |
| Ciprel              | 556                 | Erdgas     | in Betrieb |
| Vridi               | 210                 | Erdgas     | in Betrieb |
| Vridi 2             | 100                 | Erdgas     | in Betrieb |

## Wasserkraftwerke
| Name des Kraftwerks | Inst. Leistung (MW) | Fluss     | Status     |
| ------------------- | ------------------- | --------- | ---------- |
| Ayame 1             | 22                  | Bia       | in Betrieb |
| Ayame 2             | 30                  | Bia       | in Betrieb |
| Buyo                | 165                 | Sassandra | in Betrieb |
| Gribo Popoli        | 112                 | Sassandra | in Bau     |
| Kossou              | 174                 | Bandama   | in Betrieb |
| Taabo               | 210                 | Bandama   | in Betrieb |
| Soubré              | 275                 | Sassandra | in Betrieb |